# Пухлянко Марія Євгенівна
Марі́я Євге́нівна Пухля́нко  (нар. 28 жовтня 1980, Київ) — українська піаністка і педагог, заслужена артистка України (2019), доктор філософії, лауреат міжнародних конкурсів, артдиректор Міжнародного фестивалю «Династія», творчий керівник ансамблю солістів «Solo Плюс».

## Життєпис
Народилась у Києві в музичній родині Євгена Пухлянка і Тетяни Рощиної.
Музичну освіту здобула у Київському музичному училищі ім. Глієра (клас Лідії Миколаївни Ковтюх, 2000 рік), Київській консерваторії (клас Валерія Олеговича Козлова, 2005 рік).
Закінчила аспірантуру Національної музичної академії України імені Петра Чайковського (керівник — В. О. Козлов, 2008 рік), має ступінь кандидат мистецтвознавства.
З 2007 року працює на кафедрі спеціального фортепіано № 2 Національної музичної академії України.
Піаністка бере участь в міжнародних конкурсах, на яких неодноразовао займала високі місця.
Бере участь у культурно-мистецьких програмах Українського радіо і телебачення (канал «Культура»).
З 2011 є членом журі щорічного Міжнародного інструментального конкурсу Євгена Станковича. Є головою журі відкритого конкурсу «I fiori di Musika» (м. Полтава), є засновником і керівником ансамблю солістів «Solo Плюс».

## Родина
Батько — Євген Пухлянко — український композитор, піаніст, виконавець, заслужений діяч мистецтв України.
Мати — Тетяна Рощина — піаністка, професор консерваторії, заслужений діяч мистецтв України.
Чоловік — Антон Кушнір — флейтист, лауреат міжнародних конкурсів, доктор філософії.

## Досягнення
- Лауреат VI Міжнародного конкурсу молодих піаністів пам'яті Володимира Горовиця (Київ, 2005)
- Міжнародний конкурс «Klavier zu 6 Handen», (Марктобердорф, Німеччина, І премія, 2006)
- Переможець регіонального конкурсу піаністів пам'яті В.Косенка та М.Вериківського (1996)
- Міжнародний конкурс Les Cles d'Or du Piano (Париж, Франція, І премія, 1997)
- Лауреат премії «Vox Populi» 5-го Фестивалю «Regina-Vladimir Horowitz in memoriam Piano and Chamber Music» (1998)
- Міжнародний конкурс молодих піаністів пам'яті Володимира Горовиця (Київ, Україна, ІІІ премія, 1999)
- Лауреат програми Українського Фонду Культури «Нові імена України» (2000, 2003)
- Дипломант ІІ Міжнародного конкурсу ім. М. Лисенка, (Київ, 2002)
- Фіналіст ІІ Міжнародного конкурсу піаністів «Ісідор Бажич» (Новий Сад, Сербія, 2004)
- Володар стипендії ім. Марусі Яворської Університету м. Оттави (Канада, 2004 р.)